# Route F26
Pour les articles homonymes, voir F26 et Route 26.
La Route F26, en islandais Þjóðvegur F26 ou Sprengisandsleið est une piste islandaise qui traverse l'Islande du nord au sud-ouest, notamment le Sprengisandur. Le préfixe « F » signifie Fjallvegir en islandais, soit « route de montagne » en français.

## Histoire

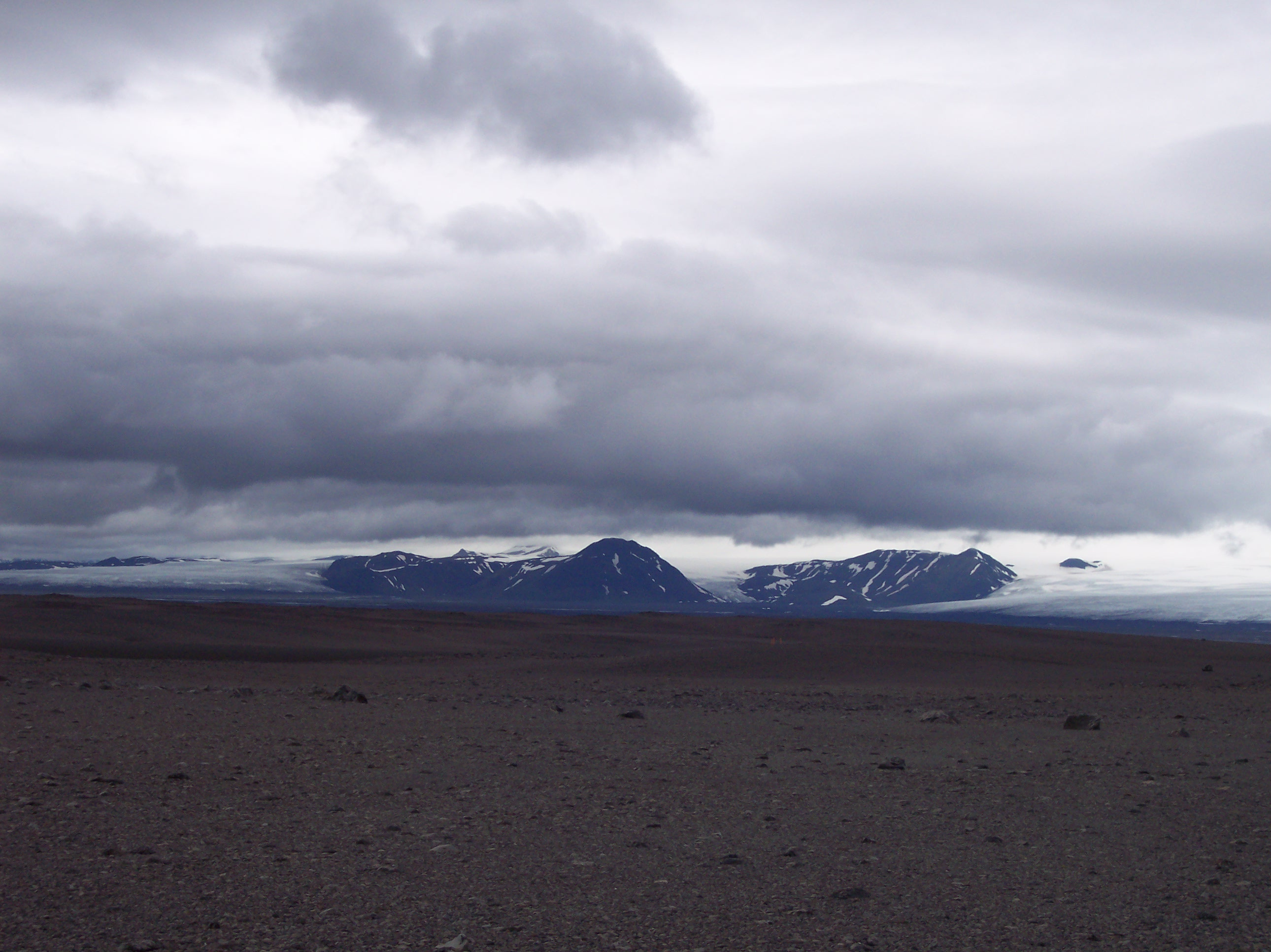
Le glacier Hofsjökull vu de la Sprengisandsleið

Comme la Kjölur, la Sprengisandsleið est une très vieille route déjà utilisée aux temps de la colonisation de l'île. Elle a toujours eu une mauvaise réputation en raison des brusques changements de conditions climatiques et du manque d'eau potable. Son nom signifie que les chevaux devaient la parcourir le plus vite possible (sprengja en islandais) pour arriver à temps dans des régions plus hospitalières. Contrairement aux idées reçues concernant un désert, il pleut et il neige souvent dans cette région mais le sol ne retient pas l'eau.
Dans le passé, les Islandais craignaient aussi les esprits malveillants et les hors-la-loi présents dans cette région. On retrouve cela aussi dans le texte d'une des chansons populaires les plus connues en Islande : Á Sprengisandi.

## Trajet
La Sprengisandsleið a une longueur de 200 kilomètres environ. Par conséquent, elle est la plus longue des routes traversant les Hautes Terres d'Islande. Elle commence au sud près du volcan Hekla d'où une autre piste du nom de Fjallabaksleið  mène vers le Landmannalaugar. Elle continue vers nord entre le Hofsjökull et le Vatnajökull. Au milieu du trajet se trouve la rivière glaciaire Nýidalur traversée à l'aide d'un gué. Le club de randonneurs islandais y a construit un refuge. Au nord du Vatnajökull, la route continue jusqu'à la route 1. Les cascades de Aldeyjarfoss et Goðafoss se trouvent sur la partie nord de la Sprengisandsleið.
- Route 26
- -  vers le Landmannalaugar
- Lac de Þórisvatn
- - Passage de la Nýidalur
- Refuge de Þvermóður
- Route 842 vers Goðafoss et Route 1